# Copernicia prunifera
Copernicia prunifera Mill. H.E.Moore, conosciuta comunemente come palma carnauba, è una pianta della famiglia delle Arecacee, endemica del Brasile e nota per il suo sfruttamento industriale nella produzione della cera di carnauba.

## Descrizione
La palma può raggiungere un'altezza di 20 metri e un diametro del tronco fino a 25 cm. La pianta, che può vivere fino a 200 anni, produce  frutto della lunghezza di 2,5 cm.
La cera di carnauba viene estratta dalle foglie.